# 시크릿 가든 (라디오 프로그램)
시크릿 가든은 TBC Dream FM에서 진행하는 대구·경북 전지역에 송출되는 7080 팝 음악 라디오 프로그램이다. 진행자는 박태민이며, 방송시간은 주말 밤 자정부터 01시까지다.

## 프로그램 개요
- 7,80년대 음악다방의 추억을 되살려 그 시절의 감성과 감미로운 팝음악의 정수를 함께 느끼며 힐링한다.